# Caspoggio
Caspoggio là một đô thị ở tỉnh Sondrio trong vùng Lombardia của Italia, có vị trí khoảng 100 km về phía đông bắc của Milano và khoảng 11 km về phía bắc của Sondrio. Tại thời điểm ngày 31 tháng 12 năm 2004, đô thị này có dân số 1.559 người và diện tích là 6,8 km².
Caspoggio giáp các đô thị: Chiesa in Valmalenco, Lanzada, Montagna in Valtellina, Torre di Santa Maria.